# Phaenobezzia sabroskyi
Phaenobezzia sabroskyi is een muggensoort uit de familie van de knutten (Ceratopogonidae). De wetenschappelijke naam van de soort is voor het eerst geldig gepubliceerd in 1982 door Wirth and Grogan.